# Aeroportul Pukaki
Aeroportul Pukaki (IATA: TWZ, ICAO: NZUK) este un aeroport din Mackenzie District⁠(d), Waitaha⁠(d), Noua Zeelandă.
Situat la o altitudine de 480 m, aeroportul dispune de o singură pistă.